# O Homem do Ano
O Homem do Ano é um filme brasileiro de 2003, de gênero drama, dirigido por José Henrique Fonseca e com roteiro baseado no romance O Matador, de Patrícia Melo, adaptado para o cinema por Rubem Fonseca.

## Sinopse
A história se passa na Baixada Fluminense. Dois amigos fazem uma aposta, o que acaba transformando um deles - Máiquel, um homem comum - em um assassino respeitado por bandidos e pela polícia, e em herói na cidade, ao mesmo tempo em que é amado por duas mulheres.

## Elenco
- Murilo Benício.... Máiquel
- Cláudia Abreu.... Cledir
- Natália Lage.... Érica
- Jorge Dória.... Dr. Carvalho
- Marcelo Biju... Neno
- André Gonçalves.... Galego
- Lázaro Ramos.... Marcão
- Perfeito Fortuna.... Robinson
- Paulinho Moska.... Enoque
- Wagner Moura.... Suel
- André Barros.... Marlênio
- Carlo Mossy.... delegado Santana
- Paulo César Pereio.... seu Humberto
- Guil Silveira.... farmacêutico
- Mariana Ximenes.... Gabriela
- Amir Haddad.... Gonzaga
- José Wilker.... Sílvio
- Agildo Ribeiro.... Zilmar

## Principais prêmios e indicações
Festival de Cinema de Bogotá 2003 (Colômbia)
- Indicado na categoria de melhor filme.

Festival de Cinema Brasileiro de Miami 2003 (EUA)
- Venceu nas categorias de melhor filme, melhor diretor e melhor ator (Murilo Benício).

Grande Prêmio Cinema Brasil 2004 (Brasil)
- Indicado nas categorias de melhor atriz Coadjuvante (Natália Lage), melhor roteiro Adaptado, melhor figurino, melhor maquiagem e melhor fotografia.

Festival de Cinema Latino-Americano de Washington (EUA)
- Venceu nas categorias de melhor filme e melhor ator (Murilo Benício).

Festival de Havana 2003 (Cuba)
- Venceu na categoria de melhor direção de arte.

Festival Internacional de Cine de Donostia - San Sebastián 2003 (Espanha)
- Venceu na categoria Menção Especial.

San Francisco International Film Festival 2003 (EUA)
- José Henrique Fonseca recebeu o SKYY Prize.